# Нижний Одес (городское поселение)
Нижний Одес — административно-территориальная единица (административная территория посёлок городского типа Нижний Одес с подчинённой ему территорией) и муниципальное образование (городское поселение с полным официальным наименованием муниципальное образование городского поселения «Нижний Одес») в составе муниципального района Сосногорск Республики Коми Российской Федерации.
Административный центр — пгт Нижний Одес.

## История
Статус и границы административной территории установлены Законом Республики Коми от 6 марта 2006 года № 13-РЗ «Об административно-территориальном устройстве Республики Коми».
Статус и границы городского поселения были установлены Законом Республики Коми от 5 марта 2005 года № 11-РЗ «О территориальной организации местного самоуправления в Республике Коми».

## Население
| 2010  | 2011  | 2012  | 2013  | 2014  | 2015  | 2016  |
| ----- | ----- | ----- | ----- | ----- | ----- | ----- |
| 9751  | ↘9698 | ↘9559 | ↘9419 | ↘9334 | ↘9307 | ↘9241 |
| 2017  | 2018  | 2019  | 2020  | 2021  | 2024  |       |
| ↘9197 | ↘9111 | ↘9064 | ↘9030 | ↘7370 | ↘7286 |       |

## Состав
Состав административной территории и городского поселения:
| № | Населённый пункт | Тип населённого пункта      | Население |
| - | ---------------- | --------------------------- | --------- |
| 1 | Конашъёль        | посёлок                     | ↘22       |
| 2 | Нижний Одес      | пгт, административный центр | ↘7268     |